# Евген Гуцало
Евгений Гуцало (14 януари 1937 – 4 юли 1995) е украински писател и журналист.

## Биография и творчество
Евгений Гуцало е роден в с. Старий Животов (днес Новоживотов), Виницка област. Дипломирал се от Нежинския педагогически институт през 1959 г., а първото му произведение е публикувано през 1960 г. През шейсетте години Гуцало е един от малкото украинци, които открито се противопоставят на комунистическия строй. По-късно решава да е писател, вместо да му е забранено да публикува. Той е автор на повече от 25 книги с разкази и новели (част от тях – за деца), трилогия романи и три стихосбирки. Неговите произведения са известни със своите детайлни описания на природата, психологически портрети на героите и ползването на разговорен език.
През 1985 г. Гуцало получава наградата „Шевченко“. На български през 1972 излиза книгата му с разкази „Клава, майка пиратска“, а през 1982 г. излиза книгата му с повести и разкази „Предчувствие за радост“. За Гуцало е известно, че е бил изцяло отдаден на литературата и не обичал да шуми много около своята личност или своето творчество. През целия си живот дава само едно интервю.

## Произведения

### Романи
- Улюмджі (1988)
- Блуд (1992)
- Імпровізація плоті (1993)

### Серия „Лоялен човек“ (Позичений чоловік)
1. Позичений чоловік (1981)
2. Приватне життя феномена (1982)
3. Парад планет (1984) – повест

### Повести
- Мертва зона (1967)
- Родинне вогнище (1968)
- Мати своїх дітей (1968)
- Подорожні (1969)
- Сільські вчителі (1971) – „Шкільний хліб“
- Шкільний хліб (1973) – „Шкільний хліб“
- Серпень, спалах любові (1970)
- Дівчата на виданні (1971)
- Дениско (1973)
- Двоє на святі кохання (1973)
- Щастлива родина (1976) – с Ростислав Самбук
- З вогню воскресли (1978)
- У гаї сонце зацвіло (19??)
- Милосердя по-американськи (1988)
- Голодомор (1990)